# Guerre d'indépendance du Mexique
La guerre d'indépendance du Mexique est une guerre qui dura de 1810 à 1821, au terme de laquelle le Mexique devint indépendant du royaume d'Espagne et de l'Empire espagnol. Elle fut menée principalement par des Espagnols nés au Mexique : les criollos (à ne pas confondre avec le terme français créoles) contre les Espagnols vivant dans le pays mais nés en Espagne, les peninsulares.

## Contexte

### Situation économique et sociale de la vice-royauté de Nouvelle-Espagne
La société est divisée aussi bien sur les plans économiques, que culturels et politiques. 
Un groupe restreint, les espagnols nés en Espagne, contrôle le pouvoir politique. Les Espagnols,les criollos et métis présentent de nombreuses oppositions, notamment sur des questions liées au partage des terres ou de l'eau. Pendant les trois siècles de colonisation espagnole, il y eut plusieurs révoltes, parmi elles la rébellion des pericúes de 1734 à 1737 en Vieille Californie, la rébellion maya de 1761 dirigée par Jacinto Canek et les rébellions seris et pimas pendant le XVIIIe siècle.

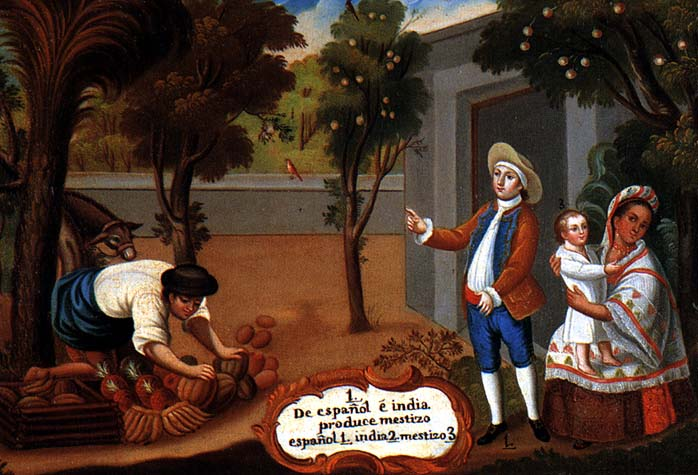
Une illustration datant de l'ère coloniale : un Espagnol et une Indigène ou l'inverse donnent un métis.

Un système de castes, basé sur les origines ethniques, est alors en place, au sein d'une population, pour l'ensemble de la Nouvelle-Espagne en 1803, de 5 837 100 personnes. Du métissage entre les origines espagnoles, indigènes et africaines résultent nombre de positions sociales déterminées uniquement selon le pourcentage de « sang espagnol ». La population qui n'était pas née en Espagne était marginalisée.Certains indigènes tels les Tlaxcaltèques jouissaient de privilèges car ce sont eux qui permirent la victoire sur les aztèques,  en fournissant des troupes aux conquérants espagnols,
Les mines étaient l'activité économique principale de la vice-royauté de Nouvelle-Espagne, et notamment la production d'or et d'argent. Celle-ci atteint un sommet au XVIIIe siècle, avec une production qui triple entre 1740 et 1803. À la fin du XVIIIe siècle, la Nouvelle-Espagne produit plus de 2 500 000 marcos d'argent. Les principales régions minières sont Guanajuato, Zacatecas et le Nord de Mexico. L'apogée de l'exploitation minière favorise le développement d'autres activités économiques, particulièrement le commerce et l'agriculture.
L'économie de la Nouvelle-Espagne entre en crise à la fin du XVIIIe siècle, en même temps que la mise en place des réformes bourboniennes. Ces réformes avaient pour but de moderniser l'administration coloniale et de la rendre plus rentable. La Nouvelle-Espagne rencontrait en effet une pénurie de capitaux, liée à la fois au monopole de l'argent exercé par les marchands de Mexico, et à la politique économique de la métropole. De plus, une part importante des richesses produites par les colonies était détournée par les corporations et n'arrivait pas dans les finances royales. Cette réforme touche les intérêts des classes supérieures, alors que le libre échange commercial favorise le pouvoir économique et politique des créoles et des métis qui commencent à prendre part à l'administration de la vice-royauté. Les dernières décennies du XVIIIe siècle sont marquées par la banqueroute de la Nouvelle-Espagne, principalement causée par le pillage des richesses au profit de la métropole.

### Patriotisme créole et expulsion des jésuites
La deuxième moitié du XVIIIe siècle voit l'émergence de revendications politiques de la part des créoles de Nouvelle-Espagne. Ce phénomène arrive en réaction à la domination des péninsulaires (Espagnols d'Espagne) dans les domaines politiques, économiques, sociaux et culturels. Ces revendications proviennent d'une minorité qui a accès à l'éducation, possible uniquement à travers les établissements contrôlés par l'Église catholique.
Les jésuites étaient une congrégation fortement implantée dans la vice-royauté de Nouvelle-Espagne, chargée notamment de l'évangélisation des indigènes, et de la diffusion de la culture et de la connaissance, notamment par l'utilisation de l'imprimerie. Leur influence permet d'établir un réseau de relations, notamment auprès de l'élite agricole, commerciale et minière.
En 1767, l'Espagne décide l'expulsion des jésuites sur son territoire, y compris les colonies, dont le Mexique actuel.

### Révolutions aux États-Unis et en France
La fin du XVIIIe siècle est marquée par la Révolution française et l'indépendance des Treize Colonies anglaises d'Amérique. Ces deux révolutions sont marquées par les idées des Lumières, et notamment l'égalité de chaque citoyen devant la loi, ainsi que les libertés offertes aux citoyens. Ces idées se diffusent en Nouvelle-Espagne, et au moment de la guerre d'indépendance, les principes du libéralisme sont plus ou moins connus dans l'actuel Mexique. Miguel Hidalgo, considéré comme le père de la patrie mexicaine.
La guerre en Europe qui s'ensuit affecte l'Espagne, avec une augmentation des impôts. La bataille de Trafalgar en 1805 est marquée en Nouvelle-Espagne par des mutineries et un mécontentement par rapport à l'inutilité des impôts payés.

### Guerres napoléoniennes en Espagne et conséquences sur ses colonies
En 1808, Napoléon place son frère Joseph Bonaparte à la place de Ferdinand VII sur le trône d'Espagne. Bien qu'il n'y eut pas de conséquences directes sur l'administration de la Nouvelle-Espagne, les colonies étaient divisées sur la conduite à tenir quant aux événements péninsulaires. Une partie soutenait les Français, l'autre refusait de reconnaître Joseph Bonaparte comme souverain, et enfin un troisième groupe, influencé par l'indépendance américaine, pensait détacher la colonie de sa métropole.
Dans plusieurs villes des colonies espagnoles, des juntes se forment afin de conserver la souveraineté sur l'Amérique espagnole jusqu'à ce que Ferdinand VII revienne sur le trône. C'est ainsi le cas à Montevideo en 1808, à La Paz en 1809, ou à Quito, encore 1809. Quasiment toutes ont pour origine les structures municipales, les plus enracinées du monde hispanique, et sont dominées par des créoles, alors que les péninsulaires s'opposaient à la formation de gouvernements souverains.

## Crise politique de 1808-1810 en Nouvelle-Espagne

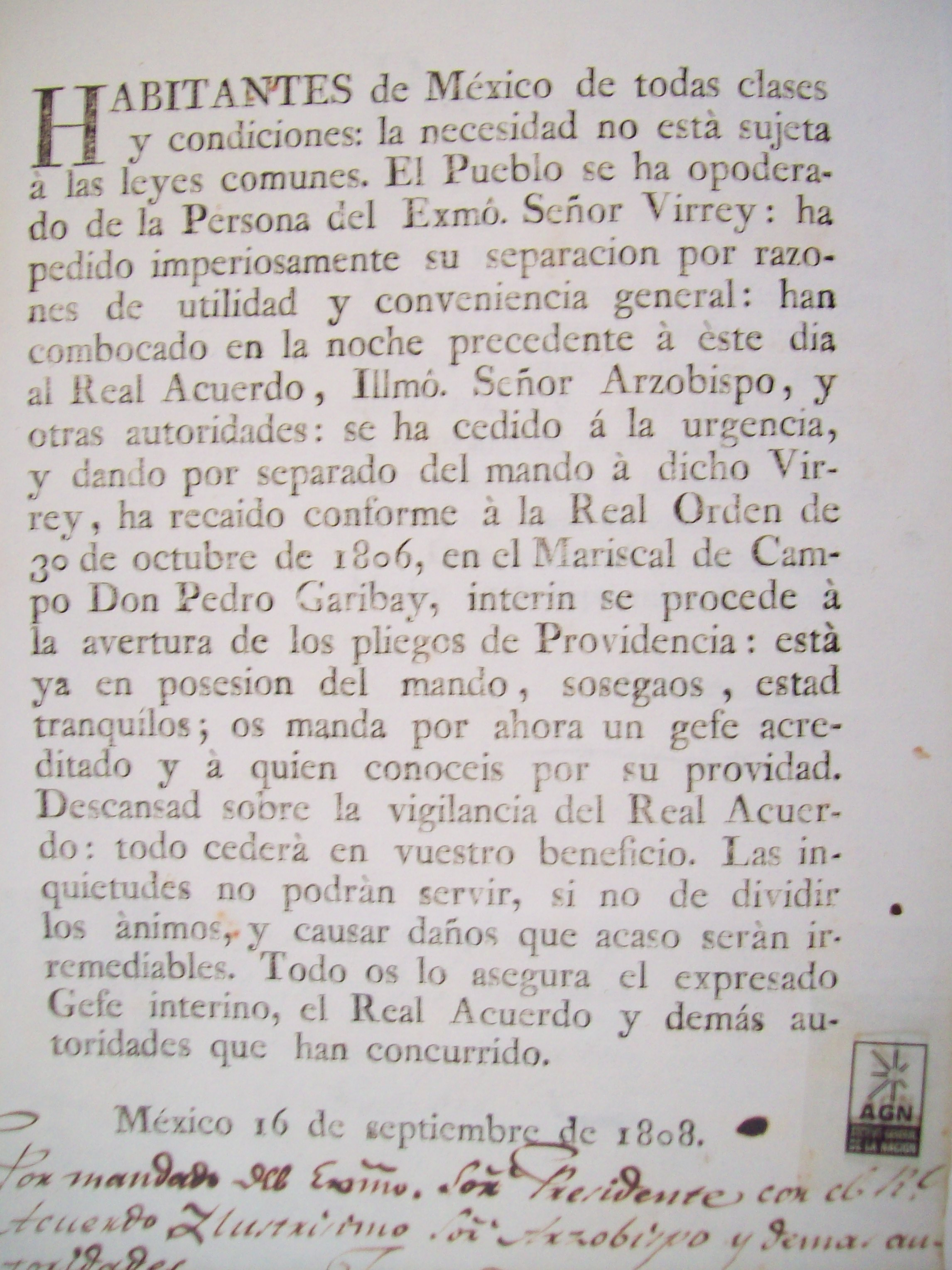
Annonce du 16 septembre 1808 de la déposition du vice-roi José de Iturrigay et de la nomination de Pedro Garibay en remplacement.

La nouvelle du soulèvement d'Aranjuez arrive dans la ville de México le 8 juin 1808. Le soulèvement du Dos de Mayo est connu le 23 juin et l'abdication de Bayonne le 14 juillet. Le vice-roi José de Iturrigaray réunit le conseil royal pour faire face à la situation.
Pour les uns, principalement les péninsulaires, représentés par l'audience royale de México, le pouvoir est toujours détenu par Ferdinand VII, qui n'est momentanément pas en mesure de l'exercer. La structure sociale et politique de la Vice-Royauté doit rester subordonnée à la couronne espagnole. Parmi les resprésentants de ce mouvement, on compte Bernardo Prado y Obejero (es) et Ciriaco González Carvajal (es). Pour les autres, majoritairement des criollos, représentés à l'Ayuntamiento de México, ce sont les villes et villages qui doivent exercer la souveraineté. De plus, cette situation est une opportunité pour réformer le gouvernement de la Vice-Royauté. Parmi eux, on cite Francisco Primo de Verdad y Ramos (es), José Antonio de Cristo, Juan Francisco Azcárate y Lezama (es) et Melchor de Talamantes.
Le 19 juillet, les membres du conseil proposent la création d'une junte afin d'exercer la souveraineté en Nouvelle-Espagne, jusqu'à ce que le trône soit rendu à Ferdinand VII, ou à son successeur dans la maison de Bourbon. La possibilité de faire de Iturrigay un gouverneur et un capitaine général (statut militaire), afin de repousser une éventuelle attaque française, est également évoquée.
Le vice-roi convoque une junte pour le 9 août, à laquelle assistent les représentants civils, militaires et ecclésiastiques. Au total, 82 personnes sont présentes. À l'exception du dominicain créole Jacobo de Villaurrutia, les membres se rallient à la Junta Suprema Central anti-napoléonienne, et jugent inutile l'organisation de la junte. Pour les péninsulaires, en se basant sur les Leyes Nuevas, le vice-roi doit continuer à exercer la souveraineté, et se référer à l'ayuntamiento.
L'ayuntamiento de Mexico, principal représentant des créoles, se base sur les Siete Partidas et demande l'existence d'une junte pour exercer la souveraineté en l'absence de roi. Cette proposition de l'ayuntamiento est vue comme une menace pour les intérêts des péninsulaires, bénéficiant du système colonial espagnol depuis trois siècles.
Le 13 août, est prêté serment d'autorité à Ferdinand VII. Pour s'attirer la sympathie des habitants, des lettres sont envoyées aux juntes de Séville, Valence et Saragosse, les informant de la situation au Mexique.

## Événements déclencheurs du soulèvement
Parmi les principaux évènements déclencheurs figurent :
- L'invasion de l'Espagne par les armées de Napoléon et le remplacement de Ferdinand VII par Joseph Bonaparte en 1808, et son exil sous bonne garde à Valençay.
- La guerre d'indépendance espagnole consécutive à l'invasion de l'Espagne par les troupes napoléoniennes.
- La récente proclamation de l'indépendance des États-Unis.
- Les réformes engagées par l'Espagne dites reformas borbónicas furent à l'origine d'une profonde crise économique et des tensions entre classes sociales en Nouvelle-Espagne.
- La proclamation en Espagne de la Constitution de Cadix.
- Les jalousies et rancœurs que les créoles (les créoles sont les espagnols nés dans la colonie) nourrissaient à l'égard des Espagnols nés, eux, en Espagne, leur impossibilité d'accéder à de hautes charges, leurs difficultés à commercer librement, dues au monopole favorisant les péninsulaires.
- Le mécontentement dû aux impôts très élevés que payaient les créoles et les métis (les indigènes et les personnes, groupes de villages considérés comme tels en étaient exemptés, par des lois datant du 47e vice-roi don Martin de Mayorga).

Le premier essai d'indépendance a été dirigé par le propre fils de Hernán Cortés, Martín Cortés, qui prit la tête en 1563 d'un mouvement fomenté par les descendants des conquistadors rétifs à tolérer l'autorité de la Couronne espagnole dans le gouvernement des terres conquises[réf. nécessaire]. Un autre essai commence en décembre 1650 lorsqu'un Irlandais, William Lamport (ou Guillén de Lampart), s'échappe des geôles de l'Inquisition et colle sa proclamation d'indépendance sur quelques murs de la cité.
En 1642, William Lamport, déjà, voulait que le Mexique se séparât de l'Espagne, ainsi que la séparation de l'Église et de l'État, qu'il dirigerait en tant que roi ou empereur. Cela ne se passa pas comme cela, et William Lamport fut arrêté et conduit au bûcher en 1659 sous l'accusation d'hérésie, il fut aussi considéré comme un agent anglais (il était natif d'Irlande). Le Mexique dut attendre encore deux siècles son indépendance[réf. nécessaire].

## Début de la guerre

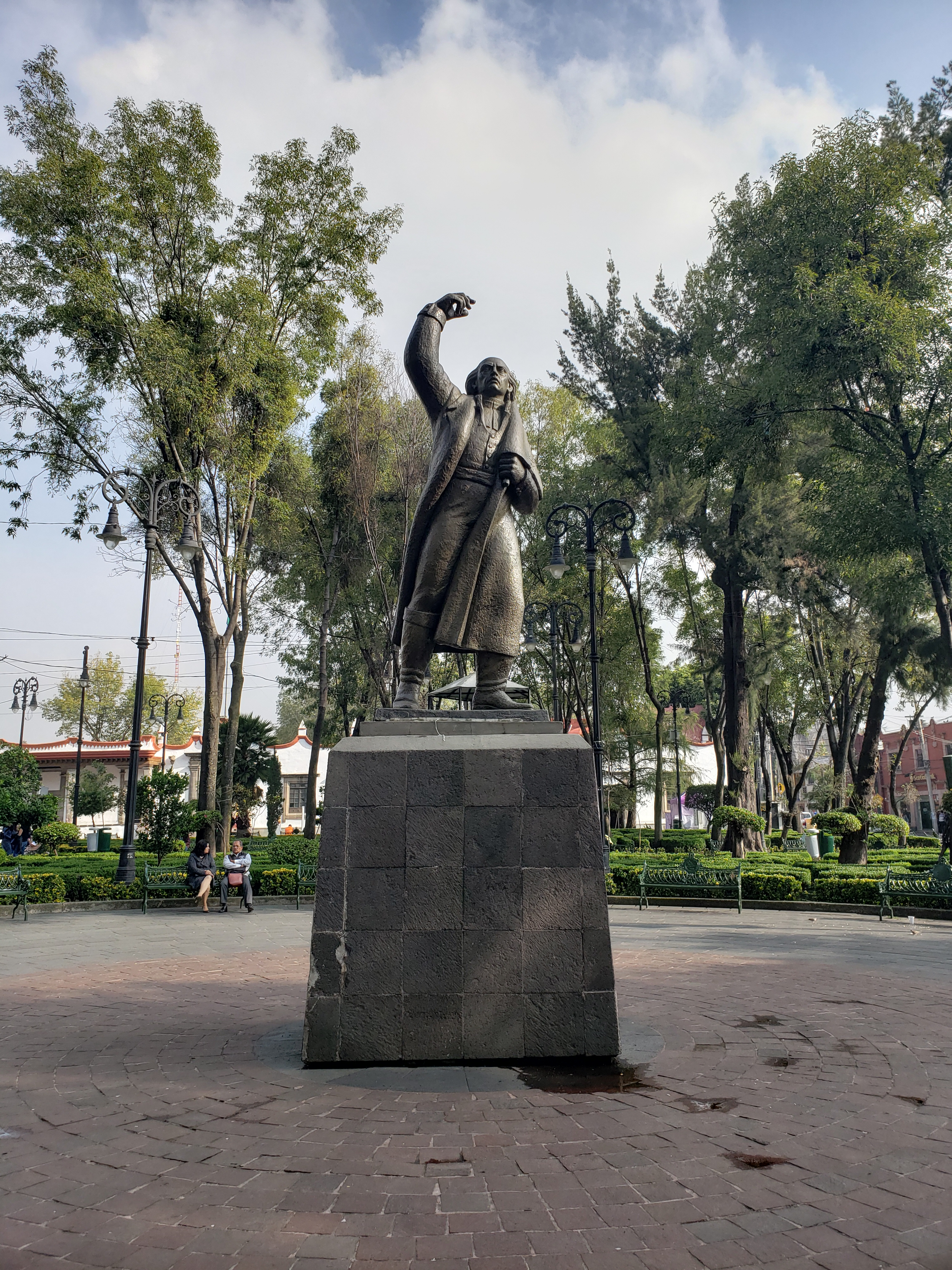
Statue de Miguel Hidalgo à Mexico.

Les plans des conspirateurs étaient connus du gouvernement, et les partisans de Ferdinand VII furent informés par Josefa Ortiz de Domínguez, la Corregidora, épouse du corrégidor de Querétaro, que leur arrestation avait été ordonnée. Cette révélation poussa Hidalgo, le soir du 15 septembre 1810, à lancer l'insurrection sans délai. Les cloches de l'église appelèrent la population et Hidalgo leur demanda de se joindre à la lutte contre le gouvernement de Joseph Bonaparte par le Grito de Dolores (cri de Dolores) :
« ¡Viva la Vírgen de Guadalupe! Muera el mal gobierno ¡Viva Fernando VII! »
(« Vive Notre-Dame de Guadalupe ! Mort au mauvais gouvernement ! (celui de Joseph Bonaparte) Vive Ferdinand VII d'Espagne ! (considéré par les créoles comme le roi légitime) »)
Hidalgo s'est soulevé contre l'occupation française de l'Espagne en criant vive Ferdinand VII, qu'il considérait comme le roi légitime. Hidalgo n'appela pas à l'indépendance mais à se révolter contre le gouvernement espagnol au service des Français.
C'est le 19 août 1811 à Zitácuaro, dans le Michoacán, qu'Ignacio López Rayón a lui clairement initié un gouvernement mexicain, sans les Espagnols au service des Français, et totalement libre et indépendant de toute puissance étrangère.
Une masse hétéroclite, formée principalement d'indigènes menés par des créoles, répondit avec enthousiasme, et bientôt elle marchait sur la capitale régionale de Guanajuato. Les mineurs de Guanajuato se joignirent aux habitants de Dolores dans le pillage, le massacre des Espagnols et des partisans des juntes favorables à Joseph Bonaparte, ainsi que de nombreux innocents, femmes et enfants qui s'étaient réfugiés dans un magasin à grain, l'Alhóndiga de Granaditas, y compris l'intendant Juan Antonio de Riaño y Bárcena (es) qui avait espéré les sauver en les y réunissant.
Depuis Guanajuato, les forces d'Hidalgo au nombre de 80 000 hommes, encadrées par des militaires (régiments de Valladolid et de Celaya) de carrière très désordonnés, et sans artillerie, marchent sur Mexico en octobre 1810, après avoir rallié et pris Zacatecas, San Luis Potosí et Valladolid. Le 30 octobre 1810, ils rencontrent une vive résistance des royalistes commandés par Trujillo à la tête de 7 000 hommes aguerris durant bataille de Monte de las Cruces, bataille cependant incertaine et dont les deux camps se proclamaient victorieux. Hidalgo ne voulut pas entrer dans la ville de Mexico sachant que les insurgés y seraient incontrôlables et se livreraient à tous les désordres ; il craignait aussi qu'ils n'y soient facilement vaincus par les soldats de Calleja. Après quelques escarmouches, les forces insurgées marchent vers le nord, en direction du Texas. Mais à la suite de la bataille du pont de Calderón du 17 janvier 1811, les insurgés sont mis en déroute, et c'est en mars de la même année que les principaux dirigeants de l'insurrection — Hidalgo, Allende, Juan Aldama, Jiménez (es) et Abasolo (es) — sont faits prisonniers à Las Norias de Acatita de Bajan (es) (dans l'État actuel de Coahuila) à la suite de la trahison d'Elizondo Hidalgo. En tant que prêtre, ce dernier fut jugé par le Saint Office de l'Inquisition, privé de son sacerdoce, puis condamné à mort. Le 31 juillet 1811, Miguel Hidalgo fut fusillé, son corps décapité et sa tête exposée à Guanajuato, comme avertissement à ceux que la sédition aurait pu tenter.

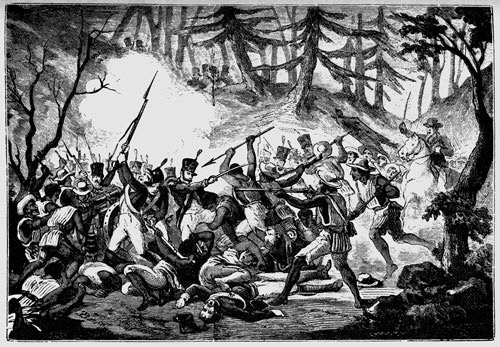
Illustration de la Bataille de Monte de las Cruces, le 30 octobre 1810.

Le gouvernement colonial espagnol, partisan de Joseph Bonaparte, publia une rétractation que l'on prétendit signée par lui, où il déclarait que le Mexique n'était pas prêt pour l'indépendance, dont il ne résulterait qu'anarchie et despotisme.
On sait aussi qu'Hidalgo fut horrifié par la barbarie de ses troupes indigènes, et qu'en tant que catholique il en fut très affecté.

## Congrès de Chilpancingo
De septembre à novembre 1813, plusieurs chefs indépendantistes se réunissent en tant que députés à plusieurs occasions à Chilpancingo (Guerrero), sur convocation de José María Morelos, afin de tenir une assemblée constituante. Trois de leurs réunions marquent des étapes importantes du processus constituant :
- 13  septembre 1813 : la déclaration d'indépendance est approuvée, la première Constitution du Mexique est rédigée ;
- 22 octobre : le « Décret Constitutionnel pour la Liberté de l'Amérique Mexicaine » (Decreto Constitucional para la Libertad de la América Mexicana) établit un pouvoir exécutif faible et un pouvoir législatif fort ;
- 6 novembre : les députés signent l'Acte solennel de la Déclaration d'indépendance de l'Amérique septentrionale (Acta Solemne de la Declaración de Independencia de la América Septentrional).

## Guadalupe Victoria et la guérilla

L'activité militaire de Guerrero de 1812 à 1817.

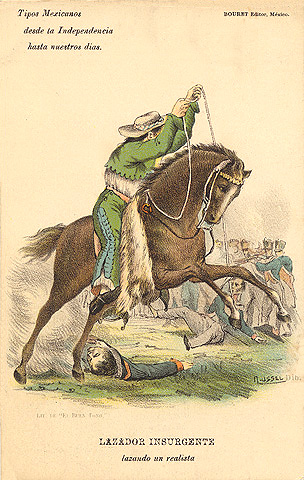
Insurgé mexicain, copie d'une gravure de Linati (publiée à Londres chez Engelmann), Graf Coindet en 1830 intitulée « Créole à cheval lançant le nœud coulant ».

De 1815 à 1821, la lutte d'indépendance se limite à des mouvements de guérilla isolés. Au sein de ces mouvements, deux hommes se distinguent : Guadalupe Victoria — qui avait choisi ce nom de guerre en l'honneur de la Virgen de Guadalupe patronne du mouvement insurgé, et en honneur de la victoire de sa cause (son véritable nom reste une énigme, selon l'historien mexicain Fernando Orozco Linares, il se nommait Miguel ou Manuel Félix Fernández et selon Luis Pazos (es), José Miguel Fernández y Félix) à Puebla — et Vicente Guerrero à Oaxaca, qui tous deux obtiennent allégeance et respect de leurs partisans.
Le Vice-roi espagnol, cependant, pressentant que la situation était sous contrôle, décréta une amnistie générale pour tout insurgé qui déposerait les armes. Dans le Veracruz, Santa Anna offrit des terres à ceux qui se rendaient, fondant ainsi de nouveaux villages.
Après dix ans de guerre civile, et la mort de ses fondateurs, au début de 1820, le mouvement indépendantiste est au point mort et proche de l'effondrement. Les insurgés font face à une importante résistance militaire espagnole et à l'apathie de la plupart des créoles. Les violents excès, pillages et viols des armées d'Hidalgo et de Morelos ont renforcé les craintes des classes aisées, qui préfèrent un gouvernement espagnol stable et qui protège les personnes et les biens, tant qu'une voie pacifique vers l'indépendance ne peut être trouvée.
Dans ce qui était supposé être la dernière offensive gouvernementale contre les insurgés, en décembre 1820, le vice-roi Juan Ruiz de Apodaca envoie une force menée par un officier royaliste créole, Agustín de Iturbide, combattre l'armée de Guerrero à Oaxaca. Iturbide, un natif de Valladolid, avait acquis une réputation par le zèle avec lequel il avait réprimé les rebelles d'Hidalgo et de Morelos, lors des premières batailles de la lutte indépendantiste. Iturbide était la personnification des valeurs conservatrices : religieux fervent et ardent défenseur des droits de propriété, il était par contre contrarié par la lenteur de son avancement et par la faiblesse de sa fortune, mais à ses yeux l'indépendance du Mexique permettait d'échapper aux conséquences de la constitution libérale de 1812.

## Ferdinand VII d'Espagne
L'expédition d'Iturbide à Oaxaca coïncidait avec le coup d'État victorieux contre la nouvelle monarchie de Ferdinand VII en Espagne. Les dirigeants du coup d'État contraignirent Ferdinand à signer la constitution espagnole libérale de 1812. Lorsque la nouvelle de cette charte libérale atteint le Mexique, Iturbide y voit à la fois une menace du statu quo et une opportunité pour les créoles de prendre le contrôle du Mexique. Après un conflit initial avec les forces de Guerrero, Iturbide change de camp et invite le dirigeant rebelle à une rencontre et à discuter les nouveaux principes de la lutte d'indépendance.
Alors stationné dans la ville d'Iguala, Iturbide proclame trois principes, ou « garanties », pour l'indépendance du Mexique : établissement de la religion catholique romaine comme seule religion du pays, proclamation de l'indépendance et égalité sociale entre Espagnols et créoles. Après avoir convaincu ses troupes d'accepter ces principes, ils furent promulgués le 24 février 1821, en tant que plan d'Iguala, Iturbide persuada ensuite Guerrero de joindre ses forces aux siennes.
Une nouvelle armée, l'Armée des Trois Garanties, fut placée sous le commandement d'Iturbide, afin que se réalise le plan d'Iguala. Le plan avait une base si large, qu'il plut aussi bien aux patriotes, qu'aux loyalistes. Le but de l'indépendance et de la protection du catholicisme rassemblait toutes les factions. Il permettait de préserver le mode de vie colonial, mais sans l'Espagne : l'Église restait le plus grand propriétaire terrien, les militaires et les gens d'église conservaient leurs fueros (le droit de n'être jugés que par leurs pairs, sans être inquiétés par le gouvernement) et les propriétés communautaires indigènes restèrent protégées, jusqu'à ce que les lois de la Réforme promulguées par Benito Juárez entrent en vigueur.

## Arrivée du nouveau vice-roi
Le 21 juillet 1821, le nouveau Vice-roi de la Nouvelle-Espagne, Juan O'Donojú arrive à Veracruz. Il découvre que tout le pays, à l'exception de cette ville, et surtout de Mexico et d'Acapulco, soutiennent le plan d'Iguala et le général rebelle Agustín de Iturbide.
Le 3 août 1821, O'Donojú invite Iturbide pour une conférence dans un lieu de son choix ; ce dernier désigne la cité de Córdoba. O'Donojú, accompagné du Colonel Antonio López de Santa Anna, y arrive le 23 août, la rencontre a lieu le jour suivant. Ils parviennent à un accord et signent le traité de Córdoba (25 août 1821), basé sur le plan d'Iguala.
Les chefs militaires espagnols de la colonie n'acceptent cependant pas l'indépendance du Mexique. Des troupes espagnoles occupent les places de Mexico et de Veracruz, le fort de San Carlos de Perote, et le fort de San Diego à Acapulco. Elles sont assiégées, et toutes sauf Veracruz se rendent. Francisco Novella est assiégé à Mexico par l'Armée des Trois Garanties, conduite par Vicente Guerrero et Nicolás Bravo. Novella accepta une suspension des hostilités. Le colonel Santa Anna assiège son ancien supérieur, le brigadier García Dávila, à San Juan de Ulúa, à Veracruz, mais ce dernier ne se rendra que quatre ans plus tard.
O'Donojú usa de son influence pour un retrait des troupes espagnoles du pays avec un minimum d'effusion de sang et une reddition honorable. Il approuva la promotion de Novella, le précédent vice-roi par intérim, au grade de maréchal d'Espagne.
Le 13 septembre 1821, O'Donojú rencontre Novella et Iturbide à l'hacienda de la Patera, près de Villa de Guadalupe, arrondissant les angles et arrangeant les détails de la passation de pouvoirs. Novella ordonne alors aux troupes espagnoles de quitter Mexico.
Les troupes quittent la capitale dès le 21 septembre et les insurgés y entrent le 24. Le 26 O'Donojú puis le 27 Iturbide décrètent l'indépendance du Mexique. O'Donojú ainsi que 33 autres personnalités font partie du gouvernement provisoire que dirige Iturbide.
Le 28 septembre 1821, une junte provisoire déclare le gouvernement mexicain constitué sur les bases du plan d'Iguala et du traité de Córdoba. Iturbide est désigné premier chef de l'Armée impériale des Trois Garanties et président de la Régence, avec le titre de Majesté. Le 24 février 1822 se réunit un comité constituant chargé de rédiger une Constitution. Entre le 19 et le 21 mai 1822, le Congrès — appuyé par les royalistes comme les anciens insurgés — nomme et confirme Iturbide comme Empereur constitutionnel de l'Empire mexicain.

### Acte d'indépendance
Il est écrit :
« La nación mexicana que por trescientos años ni ha tenido voluntad propia, ni libre el uso de la voz, sale hoy de la opresión en que ha vivido. Los heroicos esfuerzos de sus hijos han sido coronados y está consumada la empresa eternamente memorable que un genio superior a toda admiración y elogio, por el amor y gloria de su patria, principió en Iguala, prosiguió y llevó a cabo arrollando obstáculos casi insuperables.

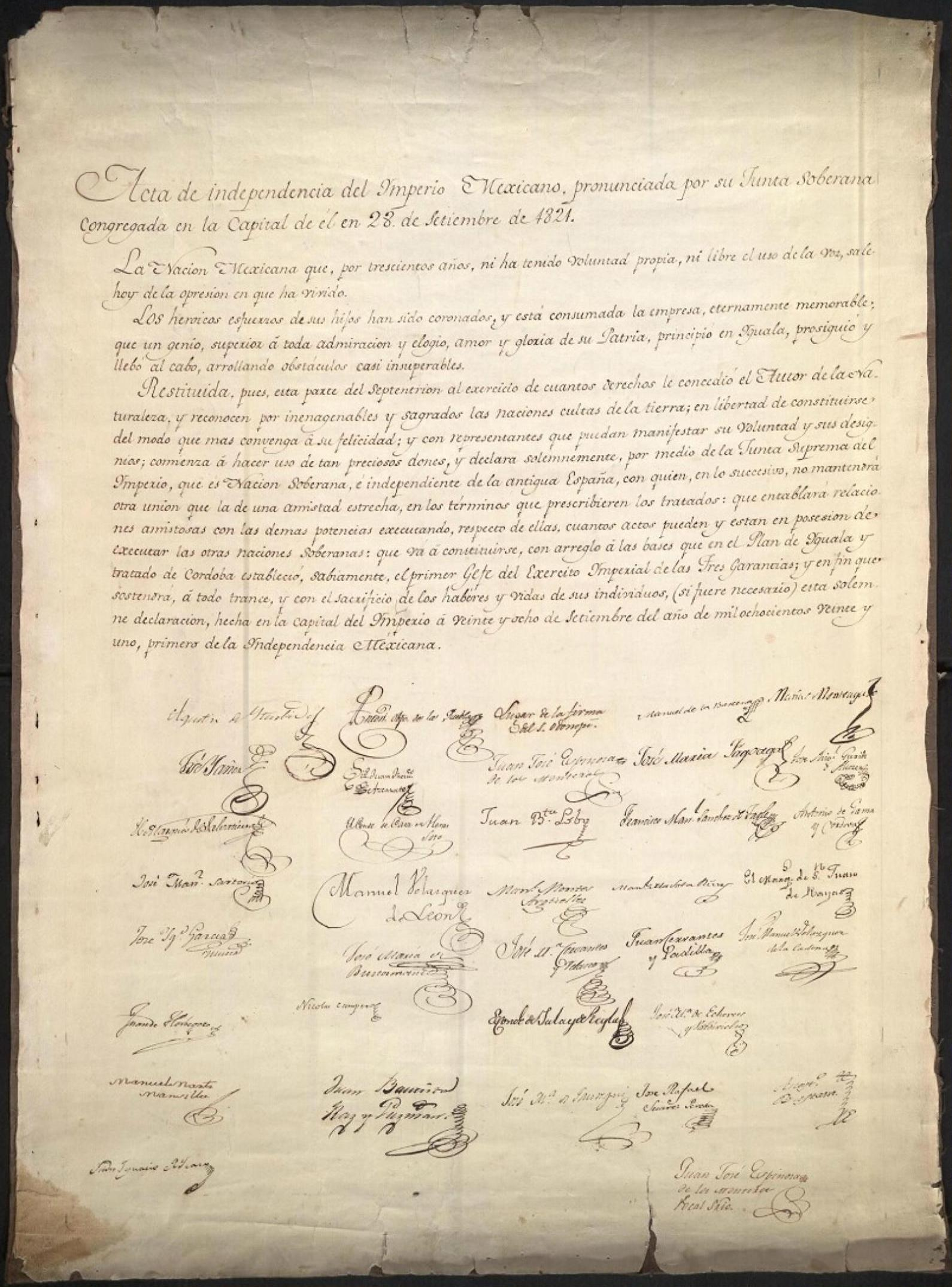
Acte d'indépendance du Mexique.

Restituida, pues, cada parte del Septentrión al ejercicio de cuantos derechos le concedió el autor de la naturaleza, y reconociendo por inajenables y sagrados las naciones cultas de la tierra, en libertad de constituirse del modo que más convenga a su felicidad, y con representantes que pueden manifestar su voluntad y sus designios, comienza a hacer uso de tan preciosos dones y declara solemnemente por medio de la Junta Suprema del Imperio, que es una nación soberana e independiente de la antigua España, con la que en lo sucesivo no mantendrá otra unión que la de una amistad estrecha en los términos que prescriben los tratados; que entablará relaciones amistosas con las demás potencias, ejecutando respecto a ellas, cuantos actos pueden y están en posesión de ejecutar las otras naciones soberanas; que va a constituirse con arreglo a las bases que en el Plan de Iguala y Tratados de Córdoba estableció sabiamente el primer jefe del Ejército Imperial de las Tres Garantías, y en fin que sostendrá a todo trance y con sacrificio de los haberes y vidas de sus individuos (si fuere necesario) esta declaración hecha en la capital del imperio a 28 de septiembre de 1821, primero de la independencia mexicana. »

## Constitution
La première constitution de la république fédérale mexicaine — Constitución Federal de los Estados Unidos Mexicanos — est promulguée le  4 octobre 1824.

## Autres insurgés
- José María Morelos y Pavón : chef militaire, héros national. Fusillé en décembre 1815.
- Ignacio López Rayón : à la mort d'Hidalgo, il maintint et dirigea le mouvement insurrectionnel jusqu'à ce que Morelos en prît le commandement.
- Hermegildo Galeana : propriétaire terrien, il fut un ami et proche collaborateur de Morelos.
- Francisco Javier Mina : il essaya sans succès de continuer la lutte après la mort de Morelos.